# L'Inconnu (film, 1927)
Pour les articles homonymes, voir L'Inconnu et The Unknown.
Pour plus de détails, voir Fiche technique et Distribution.
L'Inconnu (The Unknown) est un film muet de Tod Browning sorti en 1927.

## Synopsis
Le lanceur de couteaux Alonzo travaille dans un cirque sous le nom de scène de l'« Homme sans bras ». En réalité, il a toujours ses bras mais les dissimule pour donner plus d'effet à son numéro. Nanon, sa partenaire, ne supporte pas les mains des hommes. Par amour pour elle, mais aussi pour échapper à la police, Alonzo décide de se faire réellement amputer des deux bras. Après l'opération, il découvre que la jeune fille, guérie de sa peur, aime son rival, Malabar, dont elle est devenue la partenaire. Désespéré, Alonzo tentera de le tuer lors de leur premier numéro.

## Analyse
Il s'agit de la plus célèbre collaboration de Tod Browning avec l'acteur mythique des films fantastiques du muet : Lon Chaney.

## Fiche technique
- Titre : L'Inconnu
- Titre original : The Unknown
- Réalisation : Tod Browning
- Scénario : Waldemar Young, titres de Joseph Farnham, d'après une histoire de Tod Browning basée — ce qui n'apparaît pas au générique — sur le roman K de Mary Roberts Rinehart
- Image : Merritt B. Gerstad
- Montage : Harry Reynolds et Errol Taggart
- Direction artistique : Cedric Gibbons et Richard Day
- Costumes : Lucia Coulter
- Cascades : Paul Desmuke
- Production : MGM
- Pays : États-Unis
- Durée : 65 min
- Format : Noir et blanc - film muet
- Date de la sortie américaine : 1927

## Distribution
- Lon Chaney : Alonzo
- Norman Kerry : Malabar
- Joan Crawford : Nanon Zanzi
- Nick De Ruiz : Antonio Zanzi, père de Nanon
- John George : Cojo, l'assistant d'Alonzo
- Frank Lanning : Costra

## Production

### Casting
Lon Chaney, pour les scènes de manipulation de couteaux et autres objets, collabora avec Paul Desmuke (crédité sous le nom de Peter Dismuki), un homme réellement sans bras[réf. nécessaire].

## Postérité
Le film jouit d'une réputation considérable dans le monde des cinéphiles,  beaucoup considèrent L'Inconnu comme le chef-d'œuvre de Tod Browning : 
« Des trois films réalisés par Tod Browning en 1927 l’Inconnu est le plus célèbre, le plus original, le plus achevé.».
« En quelques instants, Browning dresse le décor d’un petit cirque perdu dans la banlieue madrilène, mais au lieu de s’attacher à sa population cosmopolite, il concentre son attention sur Alonzo, l’homme sans bras. Amoureux passionné et criminel, Alonzo est l’un de ces êtres en marge qu’affectionnait Browning. L’histoire mêle avec génie la passion à la cruauté, la poésie à l’horreur. »

## Restaurations
(décembre 2024).
La Cinémathèque française retrouva, au début des années 1970, une copie 35 mm. Plusieurs scènes au début du film restent absentes.